# 孟加拉分治 (1905年)
1905年的孟加拉分治（孟加拉文：বঙ্গভঙ্গ）是指由时任印度总督乔治·寇松主持的孟加拉地区划分，孟加拉地区分为东、西二部分，由此引发当时英属印度剧烈的政治动荡。該計劃在1905年7月提出，10月實施。東部地區主要是伊斯蘭教徒聚居地，西部則主要為印度教徒。儘管寇松聲稱這樣可以提高行政效率，但是印度人普遍認為這是一種“分而治之”的政策，意圖在本地人之間製造矛盾，因此感到不滿。1911年重新归于统一，穆斯林教徒因為失去了分治得到的利益而對政府產生了怨恨。

## 擴展閱讀
- Edwardes, Michael. High Noon of Empire: India under Curzon (1965)
- McLane, John R.. "The Decision to Partition Bengal in 1905," Indian Economic and Social History Review, July 1965, 2#3, pp 221–237

## 外部連結
- Banglapedia article on Partition of Bengal